# Heliportul Akunnaaq
Heliportul Akunnaaq (IATA: QCU, ICAO: BGAK) este un aeroport din Kommune Qeqertalik⁠(d), Groenlanda ce deservește zona Akunnaaq⁠(d).
Situat la o altitudine de 18 m, aeroportul dispune de o singură pistă. Este operat de Mittarfeqarfiit⁠(d).